# Самаркандский автомобильный завод
ООО СП «СамАвто» (узб. SamAvto), также SAZ — завод по производству автомобильного транспорта — автобусов, пикапов, грузовых, специальных и специализированных автомобилей малой и средней грузоподъёмности в городе Самарканд Узбекистана.

## История
5 ноября 1996 года в Ташкенте было подписано Постановление Кабинета Министров Узбекистана № 381 о создании совместного узбекско-турецкого предприятия «СамКочавто» на базе АООТ «АвтоВАЗагрегат» в Самарканде. Учредителями выступили узбекская компания «Узавтосаноат» и турецкая компания Koç Holding. Производственная линия была запущена 19 марта 1999 года, начато производство двух моделей автобусов и трёх моделей грузовых автомобилей малой и средней грузоподъёмности UzOtoyol (Otoyol). 
30 октября 2006 года совместное предприятие было реорганизовано в ООО «СамАвто», доля турецкой стороны была выкуплена компанией «Узавтосаноат». В состав учредителей новообразованной компании вошли «Узавтосаноат» и Isuzu и началось производство автобусов и грузовиков под маркой Isuzu (с 2007 года). Модели, выпускаемые под брендом UzOtoyol, были ликвидированы, вместо них началось производство 4 моделей автобуса и 5 моделей грузовиков Isuzu. Было объявлено что автомашины UzOtoyol, ранее выпускаемые СамАвто, получат сервис деталями от Isuzu.
В 2010-е годы планировался проект «Land Rover Uzbekistan», в рамках которого Самаркандский автомобильный завод должен был выпускать внедорожники марки «Land Rover». В 2011 году завод планировал выпустить более 2500 единиц техники.
В 2019 году компания «СамАвто» отрыла новый сегмент пикапов, презентовав пикап Isuzu D-Max. 
В 2021 году обновлённая версия SAZ LE60 получила сертификат ЕАЭС, в этот же год заводом был представлен комфортабельный междугородний автобус SAZ HD50. 
В ноябре 2024 года «СамАвто» представила протопит низкопольного автобуса SAZ LF70 на сжатом природном газе и низкопольный автобус SAZ HC45. 

## Продукция
С 2009 по 2012 годы (до открытия собственных производственных мощностей) на ООО SamAuto также производились грузовые автомобили MAN, совместного узбекско-немецкого предприятия JV MAN Auto-Uzbekistan.
В 2009 году завод представил автобус SAMAUTO LE 60 (позднее SAZ LE60). По состоянию на август 2023 года, автобусы данной модели эксплуатируются в Узбекистане, Казахстане, России и Грузии, также один экземпляр автобуса имелся в столице Украины —  Киеве.
Завод производит 5 моделей автобусов и более 40 моделей грузовиков. Модельный ряд включает в себя городские автобусы среднего разного класса, грузовики Isuzu и другие специальные автомобили на шасси Isuzu. Среди моделей автобусов выделяются — SAZ NP26, SAZ NP37, SAZ LE60 и другие.

## Галерея

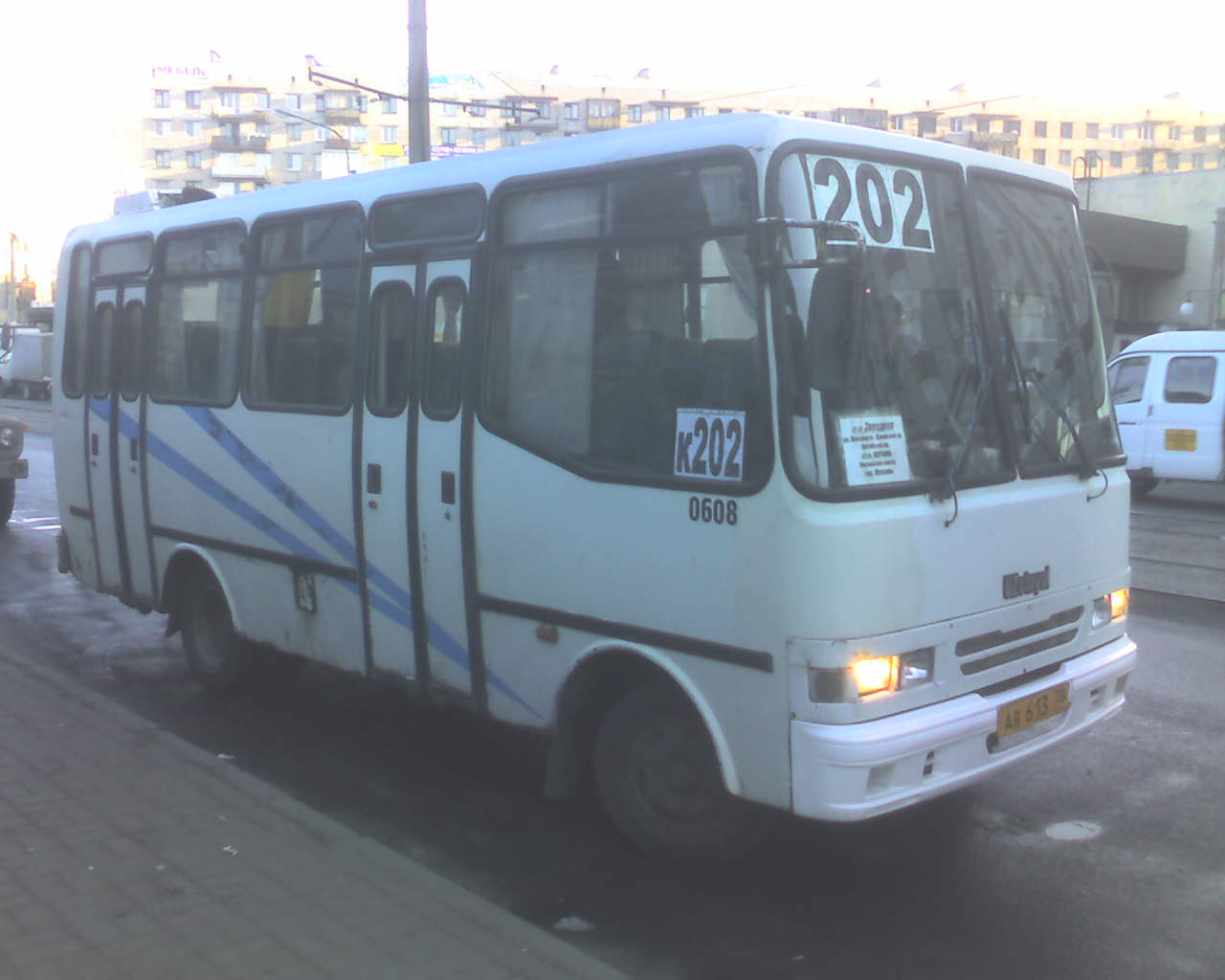
UzOtoyol M23.9 в Санкт-Петербурге, маршрут № к-202, 2007 год
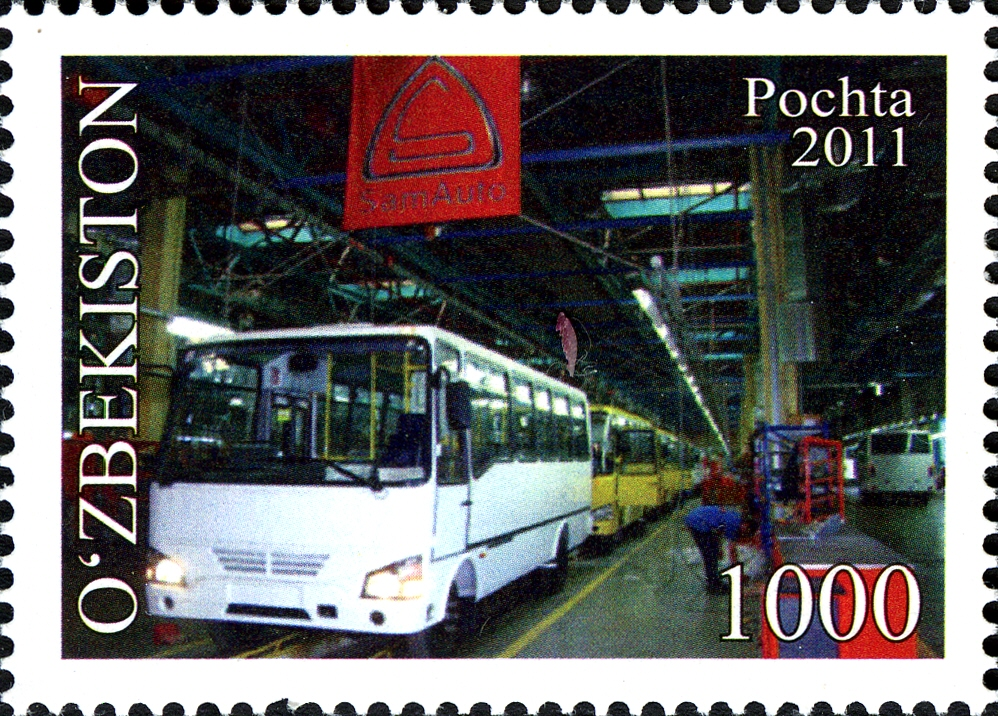
Почтовая марка почты Узбекистана 2011 года. На марке — автобус SAZ, на шасси Isuzu
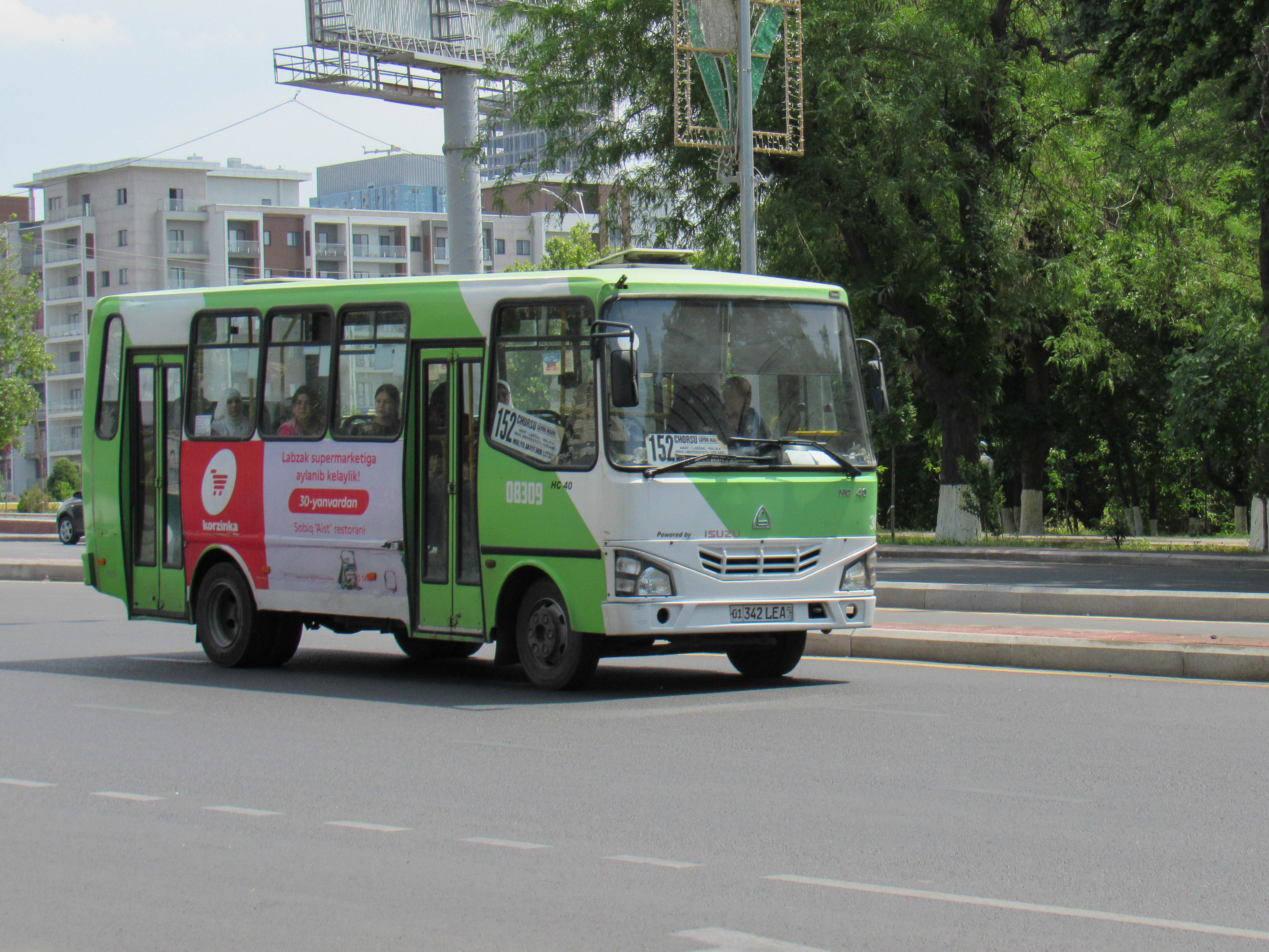
SAZ NP37 в Ташкенте, маршрут № 152, 2023 год
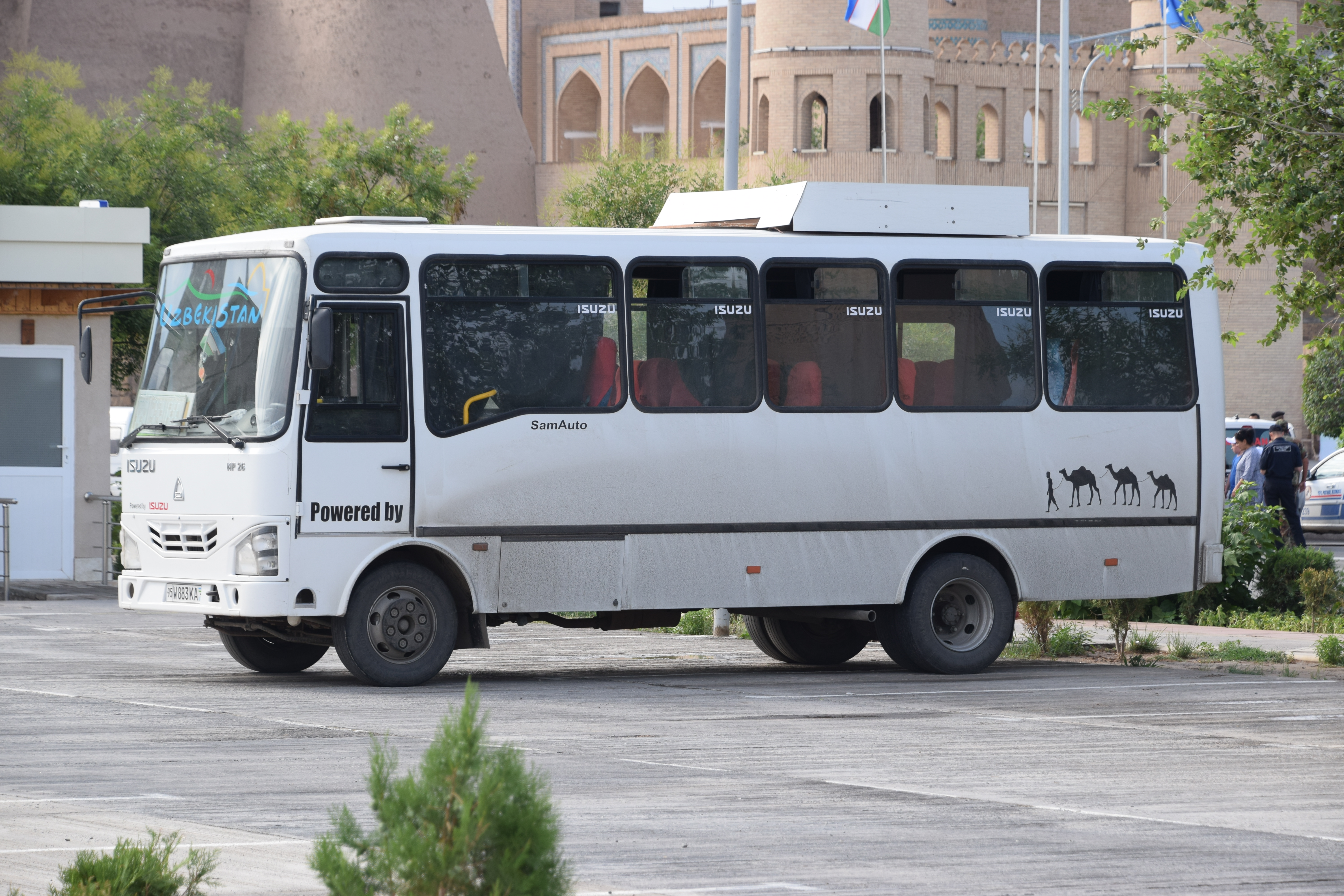
SAZ NP26 в Хиве, 2023 год
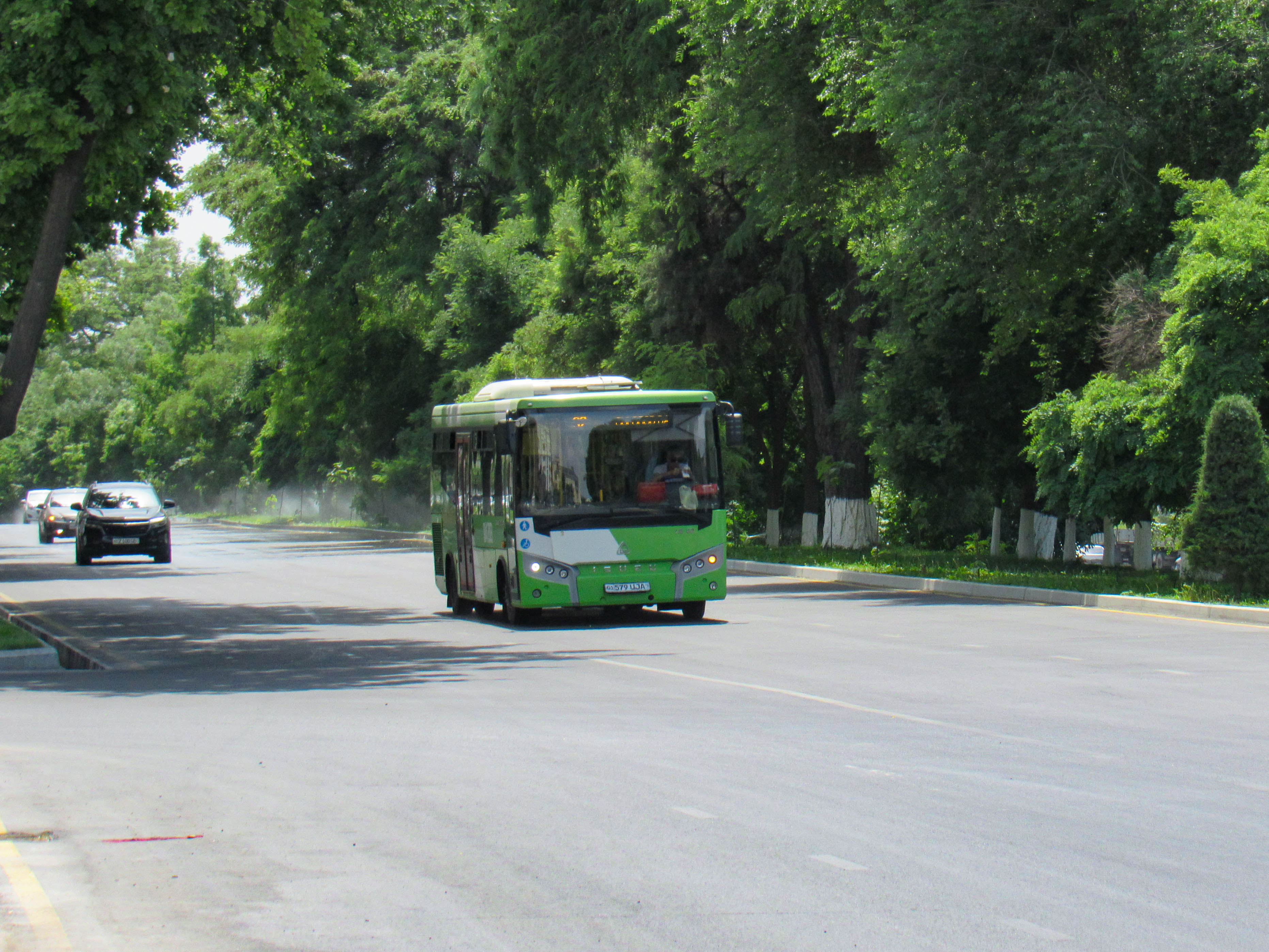
SAZ LE60  в Ташкенте, 2023 год
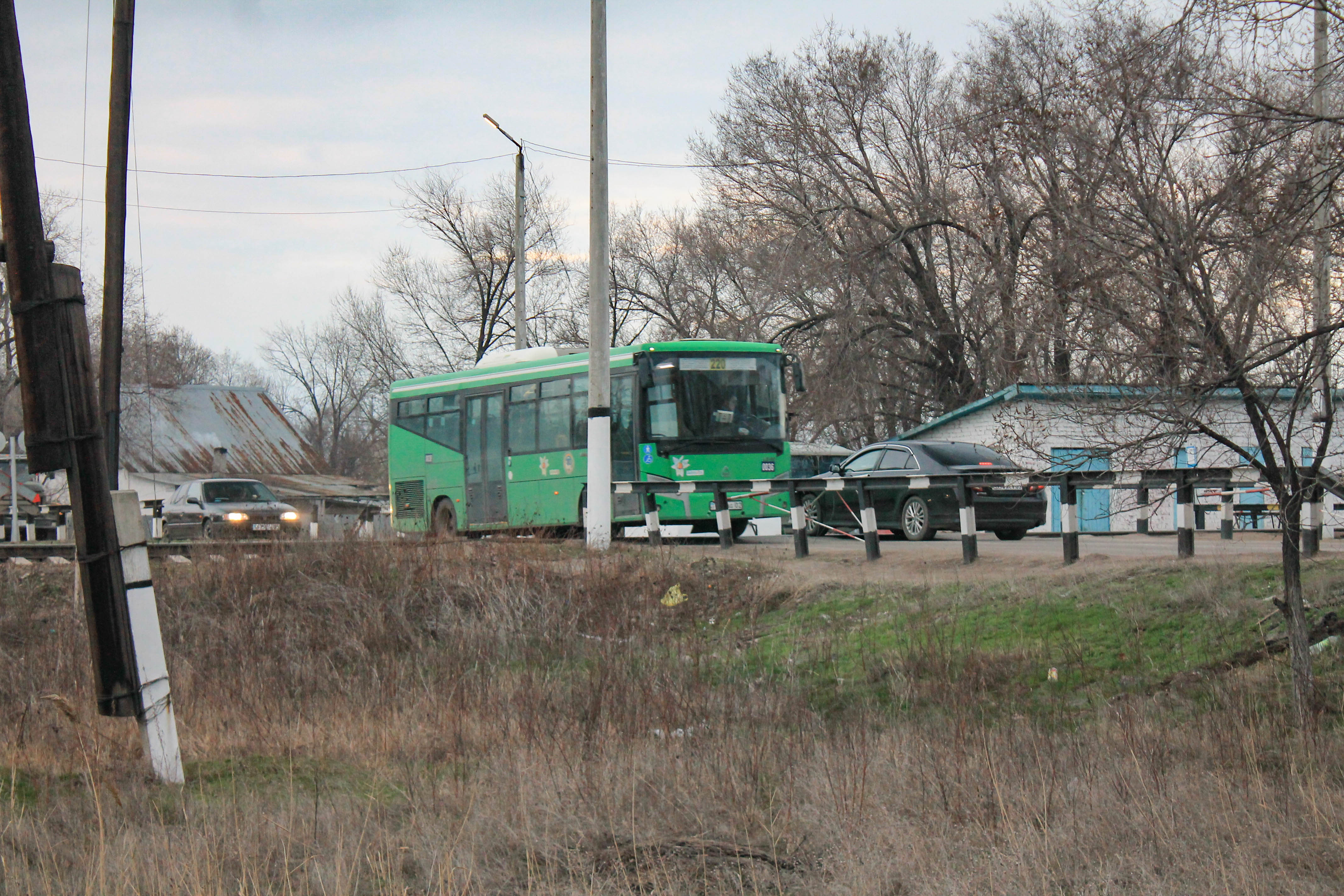
SAZ LE60  в Жетыгене, Казахстан, маршрут № 220, 2023 год